# Жан-Пол Вондербург
Жан Пол Вондербург (31. јул 1964) бивши је шведски фудбалер.

## Репрезентација
За репрезентацију Шведске дебитовао је 1990. године. За национални тим одиграо је 4 утакмице.

## Статистика
| Шведска | Шведска | Шведска |
| Год.    | Ута.    | Гол.    |
| ------- | ------- | ------- |
| 1990    | 2       | 0       |
| 1991    | 2       | 0       |
| Укупно  | 4       | 0       |